# Brachys hexagonalis
Brachys hexagonalis es una especie de escarabajo barrenador metálico del género Brachys, categorizada en la tribu Trachyini, de la subfamilia Agrilinae.

## Taxonomía
Fue descrita científicamente por Dugès en 1891.
Tratamiento taxonómico
La especie aparece registrada y publicada en Descripción de coléopteros indígenas de la familia de los Bupréstidos. La Naturaleza (Serie 2) 2:1-38, plates 1 & 2. (1891).